# Nyklovice
Nyklovice (německy Niklowitz) jsou obec v okrese Žďár nad Sázavou v kraji Vysočina, 3 km jižně od Bystrého. Žije zde 175 obyvatel.

## Přírodní poměry
Do jižní části katastru zasahuje přírodní park Svratecká hornatina a na severovýchodní hranici podél říčky Hodonínky sousedí s přírodním parkem Údolí Křetínky. Hodonínsku místní nazývají Nyklovický potok, po němž je pojmenována i přírodní památka Nyklovický potok 3,5 km jižně od obce.

## Název
V nejstarším písemném dokladu z roku 1335 je vesnice jmenována jako Mikulášovice. Původně to bylo pojmenování obyvatel vsi (výchozí tvar Mikulášovici) s významem "Mikulášovi lidé". V dalších dokladech už se vyskytuje jen podoba Niklovice (v pravopisných variantách), jejímž základem bylo jméno Nikl, německá domácká podoba jména Nicolaus, tedy Mikuláš. V polovině 19. století se ve snaze o "češtější" podobu jména začal užívat tvar Mikulovice, koncem 19. století však došlo k návratu ke jménu Niklovice, které bylo roku 1924 stanoveno (s pravopisem Nyklovice) jako úřední.

## Historie

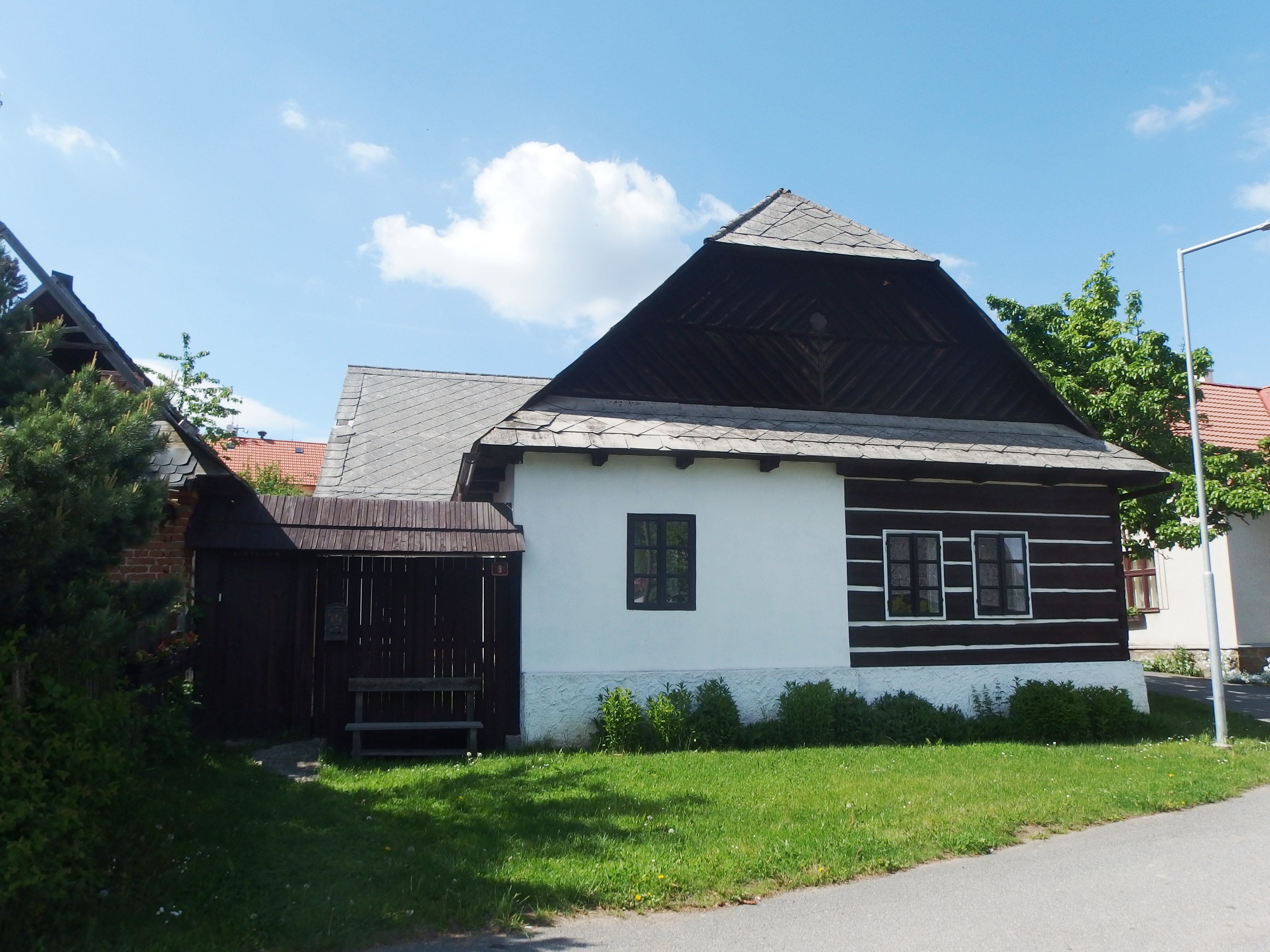
Dům č. 9

První písemná zmínka o obci, tehdy zvané Mikulášovice, pochází z roku 1335. Ves patřila Jeruši, dceři Jimrama z Aušperka, která ji věnovala doubravnickému klášteru. Později připadla pánům z Pernštejna a v roce 1590 se obec dostala do poddanství pánů z Kunštátu. Na pečeti společné i pro sousední obec Sulkovec byl vyobrazen sv. František. Za vlády císaře Josefa II. byl prováděn soupis všech pozemků. Od roku 1976 patřila obec pod MNV Rovečné a v roce 1990 se osamostatnila.
V roce 1864 byla na návsi postavena kaplička sv. Jana Nepomuckého. Kaple Povýšení sv. Kříže byla postavena v roce 1934. V roce 1997 byl obci udělen obecní znak a obecní vlajka. Je zde kulturní dům, nově opravená požární nádrž, využívaná i jako místo ke koupání. Obec patří do římskokatolické farnosti Sulkovec.
| Rok            | 1869 | 1880 | 1890 | 1900 | 1910 | 1921 | 1930 | 1950 | 1961 | 1970 | 1980 | 1991 | 2001 | 2006 | 2013 |
| Počet obyvatel | 333  | 287  | 309  | 299  | 285  | 271  | 249  | 242  | 262  | 241  | 199  | 187  | 165  | 155  | 169  |

## Pamětihodnosti
- Kaplička svatého Jana Nepomuckého z roku 1864
- Kostel Povýšení svatého Kříže z roku 1934. U kostela je pomník 11 padlým v první světové válce.
- Domy č. 4, 8, 9 a 21 jsou chráněny jako kulturní památky.

## Osobnosti
- Josef Heger, profesor biblických věd a orientálních jazyků na UK
- Ladislav Heger, docent na UK, překladatel severské literatury a publicista
- Marta Hegerová-Tulisová (* 1949), cyklistka; žije zde

## Turistika
Obcí vede cyklostezka a turistická stezka (modrá), která vede ze Svojanova (6,5 km) do Bystřice nad Pernštejnem.